# Автошлях E852
Європейський маршрут E 852 — це європейська дорога класу B у Північній Македонії та Албанії, що з’єднує місто Охрид — кордон Албанії.

## Маршрут
- Північна Македонія
- Охрид -  Струга -  /  border crossing
  - кордон Албанії
    - SH3 Лібражд-Ельбасан-Тирана (попередньо)